# Свети Климент Охридски (Торонто)
Вижте пояснителната страница за други значения на Свети Климент Охридски.
„Свети Климент Охридски“ (на английски: St. Clement of Ohrid Macedonian Orthodox Cathedral) е православен храм в Торонто, Канада, първата църква и катедрален храм на Американско-Канадската епархия на Македонската православна църква – Охридска архиепископия.

## История
На 7 август 1962 година група дейци на Обединени македонци се срещат в хотел „Крал Едуард“ в Торонто и взимат решение за построяване на първата църква на Македонската православна църква в Канада. На 12 август е проведена първата литургия в залата на Желевското братство, „Желево хол“. Същата година в Торонто пристига делегация на Светия синод в Скопие, Социалистическа Република Македония. На 12 декември църквата получава официално разрешение за провеждане на църковни обреди от градската управа в Торонто. На 5 април 1964 година е направена първа копка на църквата от главния свещеник Кирил Стояновски, като на събитието присъства митрополит Доситей Охридски и Скопски. На 18 април 1965 година църквата е официално отворена за служби.
Преди построяването на църквата „Свети Климент Охридски“ в Торонто действат две македонобългарски църкви „Св. св. Кирил и Методий“ (1910) и „Свети Георги“ (1941), които са в диоцеза на Българската православна църква.
Днес църквата е религиозно и културно средище на македонците по националност в Канада. Има ресурс да посреща до 500 гости, през февруари 2009 година е посетена от министър-председателя на Канада Стивън Харпър, а през август същата година от министър-председателя на Република Македония Никола Груевски.